# Arrondissement de Harz
L’arrondissement de Harz est un arrondissement  ("Landkreis" en allemand) de Saxe-Anhalt  (Allemagne).
Son chef lieu est Halberstadt.

## Villes, communes & communautés d'administration
(nombre d'habitants en 2010)
| Einheitsgemeinden 1. Ballenstedt, ville (7 903) 2. Blankenburg (Harz), ville (21 911) 3. Falkenstein/Harz, ville (5 823) 4. Halberstadt, ville (42 605) 5. Harzgerode, ville 6. Huy (7 924) 7. Ilsenburg (Harz), ville (9 734) 8. Nordharz (8 248) 9. Oberharz am Brocken, ville (12 231) 10. Osterwieck, ville (12 032) 11. Quedlinbourg, ville (28 424) 12. Thale, ville (19 129) 13. Wernigerode, ville (34 383) | Verbandsgemeinde Vorharz (siège à Wegeleben) communes membres: 1. Ditfurt (1 666) 2. Groß Quenstedt (970) 3. Harsleben (2 209) 4. Hedersleben (1 540) 5. Schwanebeck, ville (2 577) 6. Selke-Aue (1 572) 7. Wegeleben, ville (2 815) |